# Ошминский сельсовет
Ошминский сельсовет — сельское поселение в Тоншаевском районе Нижегородской области.
Административный центр — село Ошминское.

## История
Статус и границы сельского поселения установлены Законом Нижегородской области от 15 июня 2004 года № 60-З «О наделении муниципальных образований — городов, рабочих посёлков и сельсоветов Нижегородской области статусом городского, сельского поселения».

## Население
| 2002 | 2010 | 2012 | 2013 | 2014 | 2015 | 2016 |
| ---- | ---- | ---- | ---- | ---- | ---- | ---- |
| 742  | ↘712 | ↘701 | ↘687 | ↘646 | ↘616 | ↘614 |
| 2017 | 2018 | 2019 | 2020 |      |      |      |
| ↘610 | ↘591 | ↘581 | ↘570 |      |      |      |

## Состав сельского поселения
| №  | Населённый пункт | Тип населённого пункта       | Население |
| -- | ---------------- | ---------------------------- | --------- |
| 1  | Веселово         | деревня                      | ↗16       |
| 2  | Ворожцово        | деревня                      | →0        |
| 3  | Заошминцы        | деревня                      | →2        |
| 4  | Коржавино        | деревня                      | ↘0        |
| 5  | Крутик           | деревня                      | ↘0        |
| 6  | Кузенер          | деревня                      | ↘1        |
| 7  | Марково          | деревня                      | ↘2        |
| 8  | Ошминское        | село, административный центр | ↘681      |
| 9  | Шименер          | деревня                      | ↘5        |
| 10 | Шукшум           | деревня                      | ↘5        |